# Capo-banda
Capo-banda è un termine utilizzato in araldica per indicare l'unione di un capo e di una banda quando ambedue le pezze sono dello stesso smalto. 
Taluni confondono il capo-banda con la figura che compare in uno stemma il cui blasone è  di...,  alla banda di...; al capo di... e la banda  e il capo sono dello stesso smalto. In realtà è abbastanza semplice distinguere i due casi in quanto nel capo-banda la banda è centrata rispetto all'angolo superiore destro dello scudo, mentre nel secondo caso citato la banda e centrata rispetto all'angolo superiore destro della porzione di stemma abbassata sotto il capo.

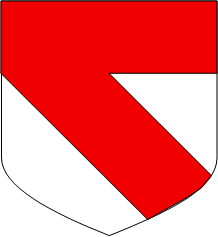
d'argento, al capo-banda di rosso
d'argento, al capo-banda d'azzurro